# Peter Tobin
Peter Britton Tobin (* 27. August 1946 in Johnstone, Renfrewshire; † 8. Oktober 2022 in Edinburgh) war ein britischer Sexualstraftäter und Serienmörder. Im Jahr 2007 wurde er erstmals wegen Mordes verurteilt; später wurden ihm zwei weitere Morde nachgewiesen, die er 16 Jahre zuvor verübt hatte. Zudem galt er zeitweilig als Hauptverdächtiger einer aufsehenerregenden Mordserie in Glasgow.

## Privatleben
Peter Tobin wurde als jüngstes von sieben Kindern in der schottischen Kleinstadt Johnstone geboren und verbrachte seine Kindheit und Jugend in Erziehungsheimen. Zwischen 1969 und 1990 war er dreimal verheiratet und wurde Vater dreier Kinder, von denen eines kurz nach der Geburt starb. Von 1966 bis 1969 lebte er in Glasgow, danach bis 1990 in Brighton, anschließend bis 1993 in Margate und schließlich in Havant, um in der Nähe seines jüngsten Sohnes zu sein. Tobin war bis 1970 u. a. wegen Diebstahls und Urkundenfälschung verurteilt worden.
Tobin war im Königlichen Gefängnis in Edinburgh  inhaftiert. Er starb am 8. Oktober 2022 in der Royal Infirmary of Edinburgh.

## Mordserie
Im Jahre 1984 erstattete eine Frau Anzeige bei der Polizei, weil ihre achtjährige Tochter angegeben hatte, von ihrem Nachbarn Peter Tobin sexuell missbraucht worden zu sein. Nach längerer Befragung und medizinischer Untersuchung wurden die Ermittlungen jedoch aus Mangel an Beweisen eingestellt.

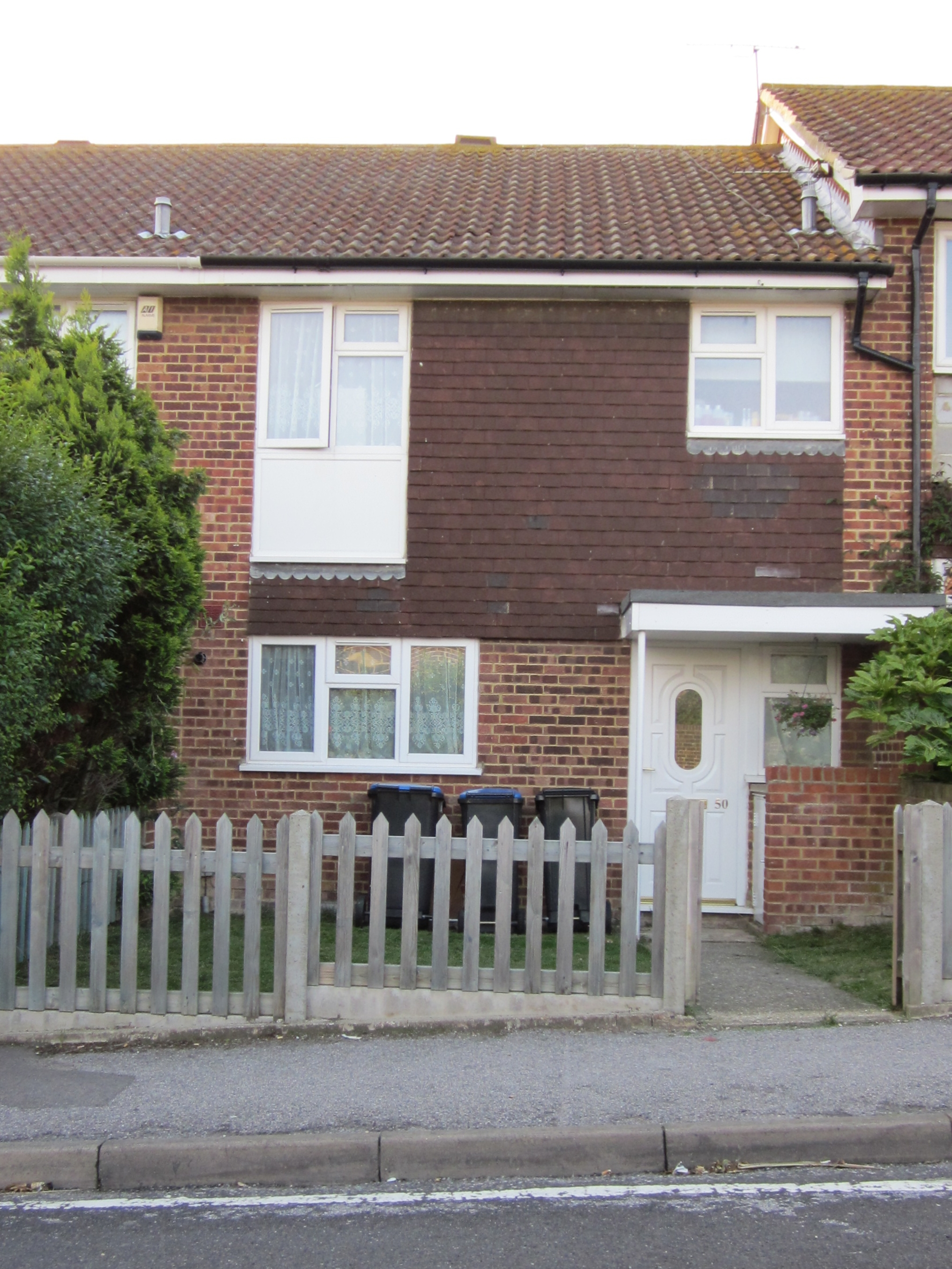
50 Irvine Drive, Margate, UK, wo Peter Tobin von 1991 bis 1993 lebte, seine Opfer Vicky Hamilton und Dinah McNicol wurden hier im Garten vergraben gefunden.

Am 10. Februar 1991 entführte Tobin an einer Bushaltestelle im Zentrum von Bathgate die 15-jährige Schülerin Vicky Hamilton, erdrosselte sie und verscharrte den Leichnam auf seinem Grundstück. Am 5. August 1991 entführte er die 18-jährige Dinah McNicol, die sich auf dem Nachhauseweg von einem Konzert in Liphook befunden hatte. Auch sie erdrosselte er und vergrub den Leichnam im Garten seines Anwesens.
Am 4. August 1993 setzte er in seiner Wohnung in Havant zwei 14-jährige Mädchen, die auf seinen Sohn aufpassen sollten, mittels Zwang unter Alkohol und vergewaltigte sie. Anschließend drehte er die Gashähne der Wohnung auf, um sie zu töten. Die Mädchen überlebten jedoch und erstatteten Anzeige. Tobin wurde nach kurzer Flucht in Coventry verhaftet, wo er sich unter falschem Namen einer Religionsgemeinschaft angeschlossen hatte. Am 18. Mai 1994 bekannte er sich vor Gericht der Vergewaltigung und Körperverletzung für schuldig und wurde zu 14 Jahren Freiheitsstrafe verurteilt, aus der er 2004 vorzeitig entlassen wurde. Er zog nach Paisley.
Im Jahr 2005 erschien eine schwer verletzte Frau bei der Polizei und behauptete, von Tobin mit einem Messer attackiert worden zu sein. Da er nicht auffindbar war, wurde Haftbefehl erlassen. Ohne die Polizei über seinen Wohnortwechsel zu benachrichtigen, wie es seine Bewährungsauflagen vorsahen, hatte er sich nach Glasgow abgesetzt. Er arbeitete dort ab September 2006 unter falschem Namen als Handwerker für die katholische St. Patricks-Kirche im Stadtteil Anderston. Dort vergewaltigte und ermordete er am 24. September 2006 die 23-jährige polnische Studentin Angelika Kluk. Kluk hatte zur Finanzierung ihres Studiums als Reinigungskraft in der Kirche gearbeitet. Ihr Leichnam wurde erst fünf Tage nach ihrem Tod unter dem Fußboden in der Nähe des Beichtstuhls geborgen. Tobin hatte sie durch Messerstiche lebensgefährlich verletzt und noch lebend in den Hohlraum unter dem Fußboden gesperrt, wo sie schließlich ihren Verletzungen erlag.

## Verurteilungen
Als die Ermittlungen ergaben, dass auch Tobin in der Kirche gearbeitet hatte, wurde eine intensive Fahndung eingeleitet. Er wurde nach kurzer Zeit in London verhaftet, als er ein Krankenhaus besuchte. Nach einer sechswöchigen Verhandlung, bei der seine Schuld nachgewiesen wurde, wurde er im Mai 2007 wegen Vergewaltigung und Mordes zu lebenslanger Freiheitsstrafe verurteilt. Zudem erhielt er wegen des Verstoßes gegen die Bewährungsauflagen eine weitere Freiheitsstrafe von 30 Monaten. Die Mindesthaftdauer wurde auf 21 Jahre festgelegt.
Im Juni und November 2007 wurden schließlich bei der Durchsuchung seines ehemaligen Grundstückes in Margate die sterblichen Überreste von Vicky Hamilton und Dinah McNicol entdeckt. Am 2. Dezember 2008 wurde er wegen des Mordes an Vicky Hamilton erneut zu lebenslanger Haft mit einer Mindestfreiheitsstrafe von 30 Jahren verurteilt. Wegen des Mordes an Dinah McNicol wurde er am 16. Dezember 2009 zu einer Haftstrafe auf Lebenszeit verurteilt.

## Verdacht auf Mordserie in Glasgow
Peter Tobin wurde verdächtigt, der seit langem gesuchte Serienmörder Bible John zu sein, der zwischen Februar 1968 und Oktober 1969 drei junge Frauen auf dem Nachhauseweg vom Tanzclub Barrowland Ballroom in Glasgow ermordet hatte. Tobin lebte genau zu dieser Zeit in Glasgow, zudem ähnelte er sehr einem damals erstellten Phantombild. Die drei aufgefundenen Opfer haben ebenfalls wie die bereits nachgewiesenen Opfer brünette Haare und wurden auch erdrosselt. Laut Aussagen eines Zeugen soll der Täter Sätze aus der Bibel zitiert haben, was den Verdacht erhärtete, da Tobin als sehr religiös galt. Nach seinem Wohnortwechsel 1969 stoppte die Mordserie.
Tobin war von der Polizei später als Verdächtiger ausgeschlossen worden. Obwohl oft berichtet wird, dass Tobin nach den Morden von 1969 von Glasgow nach Brighton gezogen war, zog er in Wirklichkeit mit seiner Verlobten Margaret Mountney vor dem zweiten Mord, der Bible John zugeschrieben wird, von Glasgow nach Brighton. Die Polizei-Operation Anagram fand heraus, dass sich Tobin zur Zeit der letzten beiden Bible-John-Morde in Brighton aufhielt. Tobins DNA wurde im Rahmen der Operation Anagram mit der Spermaprobe von Bible John abgeglichen. Die Ergebnisse dieser Analyse bewiesen eindeutig, dass das Sperma nicht von Tobin stammte.